# Arrideu
Arrideu pode significar:
- Filipe Arrideu, meio-irmão de Alexandre, o Grande, rei (em título) da Macedônia sucedendo Alexandre
- Arrideu (pai de Amintas III), Amintas III foi o pai de Filipe II, pai de Filipe Arrideu
- Arrideu (general), general de Alexandre, o Grande